# Bergamasca

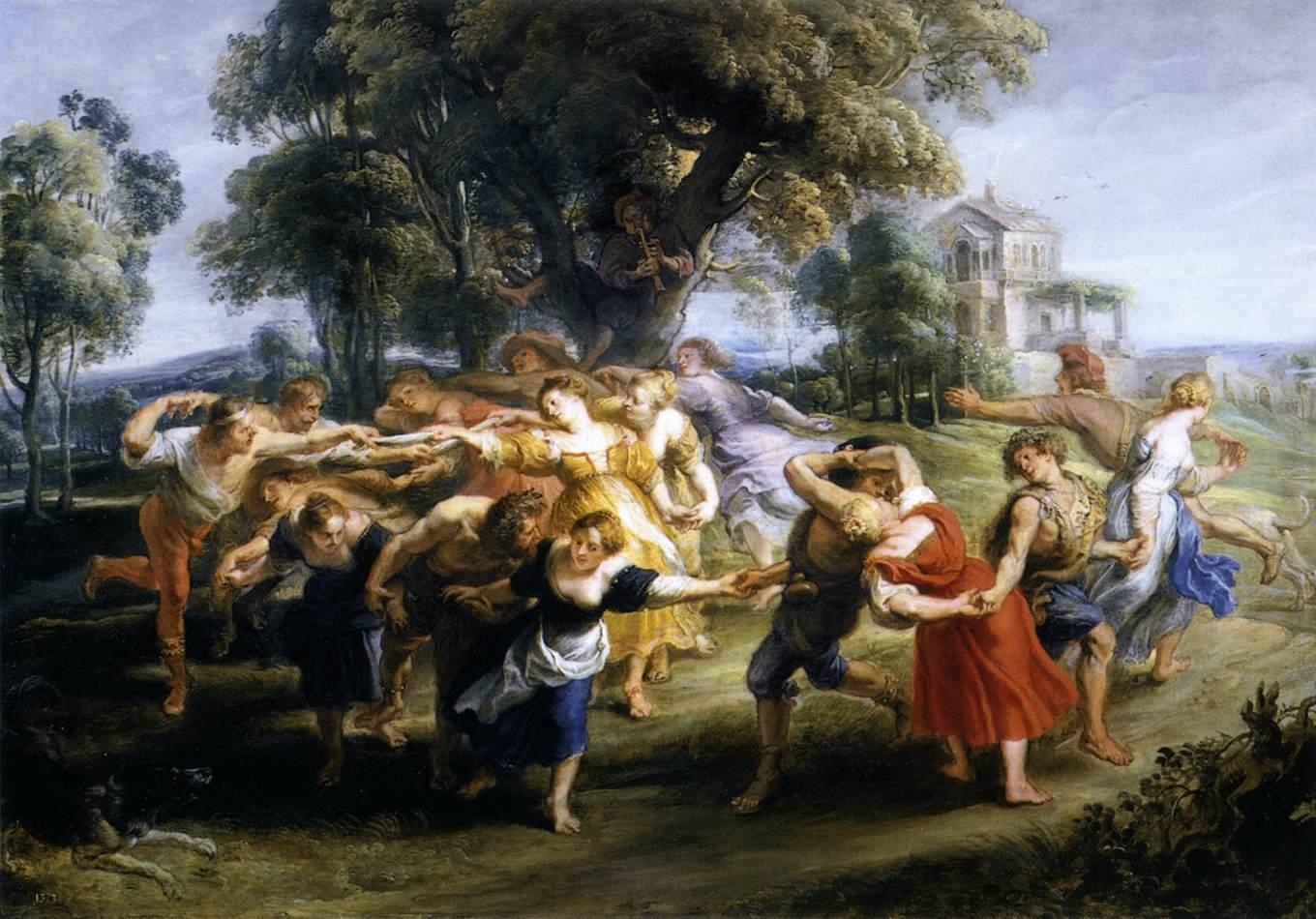
Bergamasca

Bergamasca är en italiensk dans från 1500-talet som kulminerade i popularitet omkring 1600 och då var känd i hela Europa.
Bergamasca upptogs såväl av konstmusiken som bland de folkliga formerna. Den svenska folkvisan Skära, skära havre går i takt och tempo som en bergamasca och antas vara en avläggare av bergamascan.